# David Hawkins
David Hawkins, né le 28 octobre 1982, à Washington D.C., est un ancien joueur américain de basket-ball. Il évolue aux postes d'arrière et d'ailier.

## Biographie
À l'issue de la deuxième saison de la BIG3, ligue de basket-ball créée par  Ice Cube  qui voit s'opposer deux équipes en 3 contre 3 dans des matchs de 50 points, il termine deuxième pour le titre de mvp derrière l'ancien joueur  NBA   Corey Maggette .

## Palmarès
- Champion d'Italie 2010
- Champion de Turquie 2012
- Coupe de Turquie 2012
- Coupe d'Italie 2010
- Supercoupe d'Italie 2009
- EuroChallenge 2012
- MVP de la Coupe d'Italie 2006